# Олег Огородов
Олег Огородов (нар. 16 липня 1972) — колишній узбецький тенісист.
Найвищу одиночну позицію світового рейтингу — 101 місце досяг 13 травня 1996, парну — 102 місце — 7 липня 1997 року.
Здобув 1 парний титул.
Найвищим досягненням на турнірах Великого шолома було 2 коло в одиночному розряді.

## Фінали за кар'єру

### Парний розряд (1 перемога)
| Результат | W/L | Дата     | Турнір              | Покриття | Партнер    | Суперники               | Рахунок  |
| --------- | --- | -------- | ------------------- | -------- | ---------- | ----------------------- | -------- |
| Перемога  | 1–0 | Вер 1999 | Ташкент, Узбекистан | Тверде   | Марк Россе | Марк Кейл Лоренцо Манта | 7–6, 7–6 |